# 嘉年华电影公司
嘉年华电影公司（英語：Carnival Films）是一家英国电视制片公司，为英国电视台BBC、ITV、第四台和Sky以及外国的公共电视网、A&E、HBO和全国广播公司制作电视节目。作品包括：《唐顿庄园》、《万能管家》、《血洗白教堂》、《空王冠》等。